# Hans Schneider (componist)
Hans Schneider (Rottenmann (Stiermarken), 16 juli 1921) is een Oostenrijks componist, muziekpedagoog, muziekuitgever en accordeonist. 

## Levensloop
Schneider studeerde muziek aan de Universität für Musik und darstellende Kunst te Graz onder andere bij Hermann von Schmeidel en Ludwig Kelbetz. Door het begin van de Tweede Wereldoorlog werd deze studie onderbroken. Na de oorlog speelde hij in verschillende orkesten en bereisde als accordeon-solist veelal landen in Centraal-Europa. 
Na het succes van zijn wals Frühling auf der Alm (Lente op de bergweide) focuste hij zich op de blaasmuziek. In 1957 werd hij muziekleraar aan de Volkshogeschool in Trostberg en was medeoprichter van de Stadtkapelle Trostberg. In Trostberg stichtte hij ook een eigen muziekuitgave onder de naam Alztal-Musikverlag. 
Als componist schreef hij werken voor verschillende genres.

## Composities

### Werken voor harmonieorkest
- 1953 Frühling auf der Alm, wals
- 1963 Erster Spaziergang, intermezzo
- 1963 Kleine Spielereien, ouverture
- 1966 Spechtensee-Walzer
- 1978 Zur Feierstunde
- Achtung
- Gruss aus Donnersbach
- Jubiläums-Marsch
- Kienberg, mars